# Ptocheuusa
Ptocheuusa är ett släkte av fjärilar som beskrevs av Hermann von Heinemann 1870. Ptocheuusa ingår i familjen stävmalar, Gelechiidae.

## Dottertaxa tillPtocheuusa, i alfabetisk ordning[2][1]
| Ptocheuusa abnormella      |    |                    |  |  |
| Ptocheuusa albiramis       |    |                    |  |  |
| Ptocheuusa asterisci       |    |                    |  |  |
| Ptocheuusa cuprimarginella |    |                    |  |  |
| Ptocheuusa dejectella      |    |                    |  |  |
| Ptocheuusa dresnayella     |    |                    |  |  |
| Ptocheuusa guimarensis     |    |                    |  |  |
| Ptocheuusa inopella        | XX | Hedblomsterstävmal |  |  |
| Ptocheuusa minimella       |    |                    |  |  |
| Ptocheuusa multistrigella  |    |                    |  |  |
| Ptocheuusa paupella        |    |                    |  |  |
| Ptocheuusa scholastica     |    |                    |  |  |
| Ptocheuusa sublutella      |    |                    |  |  |

## Bildgalleri

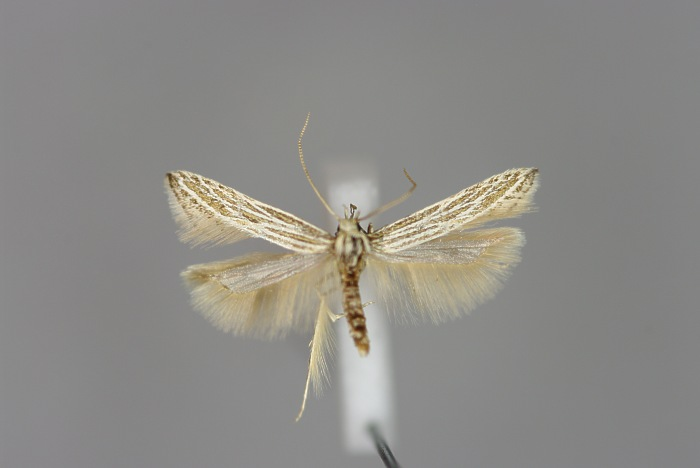
Ptocheuusa abnormella
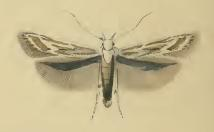
Ptocheuusa inopella